# 5150 (album)
| Recensione    | Giudizio |
| ------------- | -------- |
| AllMusic      |          |
| Rolling Stone |          |

5150 (da pronunciare fifty-one-fifty) è il settimo album in studio del gruppo musicale statunitense Van Halen, pubblicato il 26 marzo 1986 dalla Warner Bros. Records.
Il nome è preso da quello dello studio personale di Eddie van Halen, 5150, che è il codice usato dalla polizia californiana per far riferimento alle persone con disturbi mentali. È il primo lavoro in cui compare Sammy Hagar, nuovo cantante della band dopo l'abbandono di David Lee Roth.
L'album raggiunse il primo posto della Billboard 200, superando il precedente 1984, che si era dovuto fermare in seconda posizione nel periodo in cui le classifiche erano dominate da Thriller di Michael Jackson.

## Il disco

### Produzione
Prima che l'album fosse pubblicato, il gruppo ebbe notevoli difficoltà nel trovare un sostituto al popolare David Lee Roth. A peggiorare le cose, la Warner Bros. Records raccomandò ai membri rimasti di cessare l'utilizzo del nome Van Halen; all'inizio del 1986, Eddie e Alex van Halen rifiutarono quest'ultima condizione. Venne considerata una serie di cantanti temporanei che avrebbero sostituito Roth, tra cui Eric Martin, Jimmy Barnes e Patty Smyth degli Scandal (amica della compagna di Eddie, Valerie Bertinelli). Tuttavia nel luglio 1985, mentre portava a riparare la sua Ferrari dal meccanico, Eddie incontrò Sammy Hagar, ex cantante dei Montrose e in quel periodo solista di buon successo. I due si piacquero e cominciarono a lavorare insieme alla band su nuove canzoni.
(Sammy Hagar)
L'album si caratterizza per il suo gran numero di canzoni d'amore e ballad, in contrapposizione con lo stile dei precedenti lavori del gruppo e la mascolinità dell'era-Roth. Alcuni fan della vecchia guardia cominciarono a rinominare la nuova formazione con l'appellativo di "Van Hagar", in modo sia affettuoso che derisorio. Il soprannome divenne così diffuso che, come sottolineato da Hagar nella sua autobiografia, la Warner Bros. chiese loro di considerare l'idea di rinominare la band con questo appellativo. Spunto per ulteriori critiche fu l'abbandono del produttore Ted Templeman che, dopo aver prodotto tutti precedenti album della band, preferì passare a lavorare con David Lee Roth per Eat 'Em and Smile, il primo disco da solista del cantante. Templeman sarebbe tornato a collaborare con i Van Halen qualche anno dopo per l'album For Unlawful Carnal Knowledge. Il ruolo di produttore venne nel frattempo preso da Donn Landee, che aveva lavorato come ingegnere del suono nei dischi precedenti. Tuttavia, la produzione di questo album si dimostrò notevolmente diversa dai precedenti lavori di Templeman. La chitarra di Eddie, che in precedenza veniva posizionata in alto nel mix e spesso inserita nel canale sinistro (per simulare un suono molto vicino a quello "live"), ora stava pari nel mix e il suo suono complessivo era cambiato. Ciò potrebbe essere stato opera di Eddie stesso, in quanto egli non era un fan del "live mix" creato da Templeman nel periodo con Roth. Questo è anche l'unico album in cui Alex van Halen utilizza una batteria elettronica, oltre che il primo lavoro del gruppo in cui non compare alcun brano strumentale.
Il chitarrista dei Foreigner, Mick Jones, venne chiamato come secondo produttore dell'album, dopo che la Warner Bros. negò alla band ampio potere creativo. Jones aiutò il gruppo soprattutto nell'aggiustare alcuni arrangiamenti, ma sentiva che il più grande contributo all'album era lavorare con Hagar sulle sue dinamiche performance vocali.

### Pubblicazione
A dispetto delle polemiche associate alla sostituzione di Roth, 5150 quando uscì fu il primo album della band a raggiungere il numero uno della Billboard 200. Per promuovere l'album, la band prese una scelta molto coraggiosa per quei tempi, in quanto decise di non prendere parte ad alcun videoclip di accompagnamento per i vari singoli. Hagar motivò questa scelta sostenendo che il gruppo preferiva presentare la nuova formazione direttamente nei concerti dal vivo.
(Sammy Hagar)
A conferma di ciò, l'unica testimonianza video prodotta dalla band fu un film concerto girato durante il tour promozionale di 5150, pubblicato l'anno successivo con il titolo Van Halen - Live Without a Net. Il primo tour con Hagar segnò un cambiamento significativo rispetto a quelli precedenti. Il nuovo cantante era infatti contrariato a cantare i pezzi del periodo Roth, pertanto diverso materiale vecchio del gruppo fu tagliato dalle scalette in favore di quasi tutte le tracce di 5150, un paio di pezzi solisti di Hagar (I Can't Drive 55 e There's Only One Way to Rock) e cover assortite (come Rock and Roll dei Led Zeppelin). Del periodo Roth vennero eseguite regolarmente solo Jump, Ain't Talkin' 'bout Love e la cover dei The Kinks You Really Got Me. Inoltre, a differenza di Roth, Hagar era un chitarrista particolarmente abile e questo permise a Eddie di mostrare il suo talento per le tastiere dal vivo, mentre il cantante eseguiva le parti di chitarra al suo posto, come si può vedere in Live Without a Net durante Why Can't This Be Love e Love Walks In.
La traccia di apertura dell'album, Good Enough, venne usata nella colonna sonora del film Balle spaziali di Mel Brooks nel 1987.

## Tracce
Testi e musiche di Sammy Hagar, Eddie van Halen, Alex van Halen e Michael Anthony.
1. Good Enough – 4:04
2. Why Can't This Be Love – 3:47
3. Get Up – 4:36
4. Dreams – 4:54
5. Summer Nights – 5:06
6. Best of Both Worlds – 4:48
7. Love Walks In – 5:11
8. 5150 – 5:44
9. Inside – 5:02

## Formazione

### Gruppo
- Sammy Hagar – voce
- Eddie van Halen – chitarra, tastiere, cori
- Michael Anthony – basso, cori
- Alex van Halen – batteria, percussioni

### Produzione
- Mick Jones, Donn Landee, Van Halen – produzione
- Ken Deane, Donn Landee – ingegneria del suono
- Bobby Hata – mastering
- Jeri McManus, Van Halen – direzione artistica
- Aaron Rapoport – fotografia
- Dan Chapman – illustrazione

## Classifiche
| Classifica (1986) | Posizione massima |
| ----------------- | ----------------- |
| Australia         | 5                 |
| Austria           | 13                |
| Canada            | 2                 |
| Finlandia         | 2                 |
| Germania          | 11                |
| Giappone          | 4                 |
| Norvegia          | 5                 |
| Nuova Zelanda     | 13                |
| Paesi Bassi       | 30                |
| Regno Unito       | 16                |
| Stati Uniti       | 1                 |
| Svezia            | 2                 |
| Svizzera          | 16                |